# CNOT8
CNOT8‏ (CCR4-NOT transcription complex subunit 8) هوَ بروتين يُشَفر بواسطة جين CNOT8 في الإنسان.